# Brassica bourgeaui
Brassica bourgeaui är en korsblommig växtart som först beskrevs av Philip Barker Webb och Hermann Konrad Heinrich Christ och fick sitt nu gällande namn av Carl Ernst Otto Kuntze. Brassica bourgeaui ingår i släktet kålsläktet, och familjen korsblommiga växter. Inga underarter finns listade i Catalogue of Life.